# Völundarkviða
Völundarkviða (neuhochdeutsch: Wölundlied) ist ein mythologisches Gedicht der Lieder-Edda. Es erzählt die Geschichte des Schmiedes Völundr (deutsch: Wieland), der hier „König der Elben“ genannt wird. Außerdem wird er auch einer der drei Söhne des Königs der Finnen genannt.
Seine Frau, die Walküre Hervor, Tochter des Königs Hlothver, verlässt ihn. Später wird er von Níðuðr (deutsch: Nidung), einem schwedischen Kleinkönig, der auf sein Gold aus ist, gefangen genommen. Seine Kniesehnen werden durchschnitten und er wird gezwungen für den König zu arbeiten. Er rächt sich, indem er die Söhne des Königs tötet.
Das Gedicht ist im Codex Regius überliefert.